# 銅鈾雲母
銅鈾雲母（英語：Torbernite）是一種放射性的水合綠色含銅鈾磷酸鹽礦物，它作為次生礦物存在於花崗岩和其他含鈾礦床中。其英文名來源於瑞典化學家托爾貝恩·貝里曼。銅鈾雲母與類似的含鈾礦物鈣鈾雲母同構。

## 用途
作為一種放射性礦物，銅鈾云母作為鈾礦石的意義有限。其鮮豔的綠色和發育良好的獨特晶體也使其成為收藏家追捧的礦物。
由於銅鈾云母具有放射性並且會釋放氡(222Rn)，因此收藏者在處理和儲存任何標本時應採取適當的預防措施。